# جمال حسن سعيد
جمال حسن سعيد ممثل سوداني كوميدي وشاعر ومذيع متميز في عدد من القنوات الفضائيه والإذاعات السودانيه من مواليد 1960، له العديد من الأشعار التي ترسخت في وجدان الشعب السوداني والعالم اجمع تغنى بها عدد من الفنانين السودانيين وأشهرها أغنية اظنك عرفتي التي تغنى بها الفنان الراحل مصطفى سيد أحمد.واغنيه حواء وآدم التي تغني بها الجابري (ما اصلو قالو الريده زاته) كما له برنامج مميز في رمضان على إذاعه هوي السودان (مع جمال).

## أشهر أعماله
- مسرحية عرس أبو الدرداق
- مسلسل شبابيك
- مسلسل بيوت
- فيلم البؤساء